# Santo vs. el estrangulador
Santo contra el estrangulador es una película de acción y suspenso mexicana de 1965, escrita y dirigida por René Cardona y protagonizada por El Santo, María Duval, Ofelia Montesco y Begoña Palacios.

## Trama
En el teatro Variedades un asesino ha estrangulado a diversos artistas, para descubrir al culpable se pide la ayuda del Santo.

## Reparto
- El Santo como Santo
- María Duval como Laura
- Roberto Cañedo como El Gran Goudini
- Ofelia Montesco como Lilian
- Carlos López Moctezuma como Inspector Villegas
- Begoña Palacios como Irene
- Alberto Vázquez como Javier
- Eric del Castillo como Jerry Marcos
- Emma Arvizu como Claudia
- Julián de Meriche como Julian Fiorelli
- Milton Ray como Ray
- Mayte Carol como Odette
- Gloria Chávez como Corista Rubia
- Julio Ahuet como Agente de policía
- Manuel Dondé como Policía Encubierto
- José Cora
- Guillermo Bravo Sosa como Portero
- Salvador Terroba como Agente Policía
- Edith Barr como Cantante
- José Alcalde como Empleado de Teatro (no acreditado)
- Abel Cureño como Espectador de Lucha Libre (no acreditado)
- Beny Galán como Luchador (no acreditado)
- Jesús Gómez como Policía (no acreditado)
- Nathanael León "Frankenstein" como Secuaz del Estrangulador (no acreditado)
- Velia Lupercio como Espectadora de teatro (no acreditado)
- Rubén Márquez como Espectador de teatro (no acreditado)
- José Carlos Méndez como Papelerito (no acreditado)
- Tito Novaro como Empleado de teatro (no acreditado)
- Fernando Osés como Luchador (no acreditado)
- Antonio Padilla 'Pícoro' como Anunciador de ring (no acreditado)
- Edaena Ruiz como Corista (no acreditado)
- Gerardo Zepeda (no acreditado)